# The Pentagon Papers (film)
The Pentagon Papers från 2003 är en verklighetsbaserad TV-film om en del av det politiska spelet kring Vietnamkriget. Daniel Ellsberg är en desillusionerad krigsanalytiker som kommer över en kopia av den hemliga dokumentsamlingen kallad The Pentagon Papers, vilka innehåller en mängd politiskt känsliga uppgifter.

## Rollista
| James Spader        | – Daniel Ellsberg   |
| Claire Forlani      | – Patricia Marx     |
| Paul Giamatti       | – Anthony Russo     |
| Alan Arkin          | – Harry Rowen       |
| Kenneth Welsh       | – John McNaughon    |
| Maria del Mar       | – Carol Ellsberg    |
| Sean McCann         | – John N. Mitchell  |
| James Downing       | – H.R. Haldeman     |
| Richard Fitzpatrick | – John Ehrlichman   |
| Jonas Chernick      | – Neil Sheehan      |
| Amy Price-Francis   | – Jan Butler        |
| Aaron Ashmore       | – Randy Kehler      |
| George R. Robertson | – Senator Fulbright |